# Daqin Railway Company Limited
Daqin Railway Company Limited (SSE: 601006) er et kinesisk jernbaneselskab. Jernbaneselskbaet driver flere jernbaner i Kina, den mest berømte er Daqin Railway, en 653 km kultransport-jernbane i det nordlige Kina bygget fra 1985 - 1992. I alt drives omkring 1.000 km jernbane.  Selskabet har hovedsæde i Datong i Shanxi. I 2006 blev virksomheden børsnoteret på Shanghai Stock Exchange, men selskabet er samtidig stadig et statsejet selskab.